# HML-Werte
Die HML-Werte geben für einen Gehörschutz an, wie hoch die Schalldämmung in Bezug auf drei Frequenzbereiche (H(igh) für hoch, M(edium) für mittel, L(ow) für tief) ist.
H (High) definiert den Frequenzbereich zwischen 2000 und 8000 Hz,
M (Middle) zwischen 1000 und 2000 Hz,
L (Low) zwischen 63 und 1000 Hz.
Beispiel für Dämmwerte bei einem Kapselgehörschutz nach der Norm EN 352-1:
H 27 dB, M 22 dB, L 15 dB.
Gegenüber dem SNR-Wert bietet der HML-Wert durch die drei Frequenzbereiche eine genauere Auskunft.